# Carmen Morodo
Carmen Morodo Vioque (Madrid, 1973) es una periodista española directora adjunta del diario La Razón. Asidua de las tertulias radiofónicas y televisivas, colabora con canales como 24 horas de TVE.

## Biografía
Es Licenciada en Ciencias de la Información, rama Periodismo, en la Universidad Complutense de Madrid.
En 2013 se incorporó al programa televisivo 'De buena ley', un show judicial en el que hacía un papel de defensora.
En la actualidad, trabaja como adjunta a la dirección de La Razón y corresponsal política, dedicándose a cubrir el área de Gobierno. Desde 2018 colabora como tertuliana en el programa Al rojo vivo.
Colaboró también en Antena 3, Cuatro, Cadena Ser, Intereconomía y Televisión Española. Concretamente ha colaborado como analista político en otros programas de televisión como Espejo público, Las mañanas de cuatro, El gato al agua, La noche en 24h o El debate de La 1. Además, ha participado en programas radiofónicos como esRadio y, desde el 30 de mayo de 2018, en Más de uno de Onda Cero Radio, dirigido por Carlos Alsina.